# 관해파리목
관해파리목(학명: Siphonophorae)은 자포동물문 히드라충강에 속하는 목으로, 하위로는 아목 3개와 과 19개가 있으며, 현재까지 밝혀진 종으로 총 188종이 존재한다. 군체 생물의 대표적인 예이다.

## 해부학 및 형태학

### 군집성 특성
관해파리목은 세대 교번를 보이지 않고 싹이 트는 과정을 통해 무성 생식을 하는 집락 수생동물이다.개충은 집락을 형성하는 다세포 단위이다.프로 버드라고 불리는 단일 싹은 핵분열을 통해 집락의 성장을 시작합니다.각 개충은 유전적으로 동일하게 생성되지만 돌연변이는 그 기능을 변경하고 군체 내 개충의 다양성을 증가시킬 수 있다.관해파리목은 프로 버드가 특정 기능을 가진 다양한 개충의 생산을 시작한다는 점에서 독특하다.집락 내 개충의 기능과 조직은 종마다 매우 다양하다;하지만, 대부분의 집락은 등쪽과 배쪽이 줄기에 걸쳐 양쪽으로 배열되어 있다.줄기는 개충들이 부착하는 군체의 중심에 있는 수직 가지이다.개충은 일반적으로 특별한 기능을 가지고 있으며, 이에 따라서 줄기를 따라 특정한 공간 패턴을 가정한다.

### 일반적인 형태
관해파리목은 일반적으로 하위 계통과 일치하는 세 가지 표준 신체 도식 중 하나를 나타낸다: 낭시폰충아목(Cystonectae),부낭시폰충아목( Physonectae), 그리고 종시폰충아목(Calycophorae).낭시폰충아목(Cystonectae)은 긴 줄기와 부착된 개충을 가지고 있다.각 개충 그룹에는 소화개체가 있다. 소화개체에는 먹이를 포획하고 소화하는 데 사용되는 촉수가 있다.이 그룹에는 생식에 특화된 생식 기관도 있다.그들은 앞쪽 끝에 기체로 채워진 부유물인 기흉을 사용하여 수면에서 표류하거나 심해에 떠 있는다.부낭시폰충아목( Physonectae)은 분사 추진에 사용되는 유영개체(Nectophores)를 보유한 부낭(Pneumatophore)과 유영부(Nectosome)를 가지고 있다. 유영개체는 앞으로 나아가기 위해 물을 거꾸로 펌핑합니다. 종시폰충아목(Calycophorae)은 두 개의 유영개체를 가지고 있고 부낭이 없다는 점에서 낭시폰충아목 및 부낭시폰충아목과 다르다.대신 기름으로 채워진 샘을 가지고 있어 부력에 도움이 될 가능성이 높다.

## 분포 및 서식지
현재,세계 해양 생물종 등록부(WoRMS)는 175종의 관해파리목을 식별하고 있다.그것들은 크기와 모양 측면에서 크게 다를 수 있으며 이는 주로 그들이 거주하는 환경을 반영한다.관해파리목은 대부분 심해 생물이지만,일부 종들은 저서 생물이다.작고 따뜻한 곳의 관해파리목은 일반적으로 표해수대(Epipelagic Zone )에 서식하며 촉수를 사용하여 동물성 플랑크톤과 요각류를 포획한다.더 큰 관해파리목은 일반적으로 더 길고 연약하며 강한 물살을 피해야 하기 때문에 더 깊은 물속에 서식한다.대부분의 관해파리목은 심해에 서식하며 모든 바다에서 발견된다.관해파리목 은 한 곳에만 서식하는 경우가 거의 없다. 그러나 일부 종은 특정 깊이 및 범위 또는 바다의 한 지역에만 서식할 수 있다.

## 행동

### 이동
관해파리목은 분사 추진과 유사한 이동 방법을 사용한다.관해파리목은 많은 유영개체로 구성된 복잡한 집합체입니다.이들은 싹이 트면서 형성되며 유전적으로 동일한 복재 개체이다.각 개별 유영개체가 관해파리목 내에서 어디에 위치하느냐에 따라 그 기능이 달라진다.집락 이동은 모든 발달 단계의 개별 유영개체에 의해 결정된다. 작은 개체들은 관해파리목의 상단으로 집중되며, 그들의 기능은 집락의 방향을 바꾸고 조정하는 것이다.개체는 나이가 들수록 더 커지며 개체의 크기가 클수록 군집의 기저부에 위치한다.이것의 주요 기능은 추진력이다.이 더 큰 개체들은 집락의 최대 속도를 달성하는 데 중요하다.특히 Nanomia bijuga에서 관해파리목의 집락 조직은 진화적 이점을 제공합니다.집중된 개체 수가 많으면 중복성이 발생한다. 이는 일부 개별 유영개체가 기능적으로 손상되더라도 그 역할이 우회되어 전체 집락에 부정적인 영향을 미치지 않는다는 것을 의미한다. 분사구의 입구를 둘러싸고 있는 얇은 조직 띠인 벨룸은 수영 패턴에서도 중요한 역할을 하며, 특히  N. bijuga 종에 대한 연구를 통해 확인되었다. 벨룸은 리필 기간 동안 보이는 큰 벨룸에 비해 전진 추진 기간 동안 더 작고 원형으로 변한다.또한 벨룸의 위치는 수영 움직임에 따라 변하며, 분사 시기에는 벨룸이 아래로 구부러지지만 리필 기간 동안 벨룸은 다시 유영개체로 이동한다. 관해파리목 N. bijuga는 낮에는 심해에 머물지만 밤에는 상승하기 때문에 일주기 수직 이동도 수행한다고 할 수 있다.